# Escalloniaceae
Az Escalloniaceae a valódi kétszikűek (Eudicots) asterids kládjába, az euasterids II csoportba tartozó növénycsalád. Hét nemzetség mintegy 130 faja tartozik ide. Korábban rendbe nem sorolt család volt, az APG III-rendszer óta saját rendjébe, az Escalloniales-be sorolják. A családba sorolták a korábban önálló Eremosynaceae és Tribelaceae család nemzetségeit is.
Nemzetségek:
- Anopterus
- Eremosyne
- Escallonia
- Forgesia
- Polyosma
- Tribeles
- Valdivia